# محمدو دیسا
محمدو دیسا (انگلیسی: Mahamadou Dissa؛ زادهٔ ۱۸ مهٔ ۱۹۷۹) بازیکن فوتبال اهل مالی بود.
از باشگاه‌هایی که در آن بازی کرده است می‌توان به باشگاه فوتبال استاد برستوا ۲۹، باشگاه ورزشی رویال بووران، باشگاه فوتبال اوستنده، و باشگاه فوتبال گرونوبل فوت ۳۸ اشاره کرد.
وی همچنین در تیم ملی فوتبال مالی بازی کرده است.